# Zorica Kondža
Zorica Kondža (Split, 25. lipnja 1960.) hrvatska je pjevačica zabavne glazbe.

## Životopis
Zorica Kondža je glazbenu karijeru započela u grupama Pirati, Novi Dan, ST i Stijene potkraj 1970-ih, odnosno početkom 1980-ih. Kao solistica nastupa od 1984. Odlikuje ju glas velikoga raspona, u kojemu se mediteranski temperament susreće s modernim žanrovima poput soula, bluesa i rock and rolla.
Zorica Kondža – zvana još i Zore ili Zorka (po Oliveru Dragojeviću) – objavila je s grupom „Stijene“ pet albuma (uz tri zajedničke kompilacije s ostalim vokalnim solisticama te grupe), te dva samostalna albuma, od kojih je „Zlatna kolekcija“ kompilacija njezinih najvećih uspješnica. U početku karijere bila je jedan od najboljih pratećih vokala domaće estrade, pa je snimala za pjevače poput Miše Kovača, Olivera Dragojevića, Đorđija Peruzovića i Nede Ukraden. Njezine najljepše pjesme, uglavnom ljubavne balade mediteranskoga izričaja, skladao je njezin suprug i dugogodišnji suradnik Joško Banov. Surađivala je s mnogim uglednim autorima, primjerice Zdenkom Runjićem, Nenadom Ninčevićem, Davorom Toljom i drugima. Stihove za pojedine pjesme iz njezinoga repertoara napisala su neka od ponajboljih pera "primijenjene poezije" kao što su Jakša Fiamengo i Helena Papić. Živi u Splitu.

## Festivali
Zorica Kondža nastupala je i nastupa na mnogim domaćim festivalima. Najvjernija je bila Splitskom festivalu, na kojemu nastupa od 1981. godine, najprije kao vokalna solistica grupe „Stijene“, a od 1984. i kao samostalna izvođačica.
Festival Split: 
- 1981. - "Ja sam more, ti si rijeka" (pjevačica grupe "Stijene")
- 1982. - "Ima jedan svijet" (pjevačica grupe "Stijene") - 1. mjesto
- 1984. - "Nakon dugih milja"
- 1984. - "Djevojke s kapom na glavi" - večer Ustanak i more (s dječjim zborom "Srdelice")
- 1985. - "Pokora" - 1. mjesto
- 1985. - "Slobodo naša" - večer Ustanak i more
- 1986. - "Vrijeme ljubavi" - 1. mjesto
- 1986. - "Dodji kao prijatelj" - večer Ustanak i more
- 1986. - "Grišnica" - Autorska večer Zdenka Runjića
- 1988. - "Zbog tvoje ljubavi"
- 1988. - "Oda" - večer Ustanak i more
- 1989. - "Daj mi sunca" - nagrada za najbolju interpretaciju
- 1989. - "Pričat ću te svima" - večer Ustanak i more
- 1990. - "Ti si moj san" (duet: Oliver Dragojević) - 1. mjesto
- 1990. - "Najljepše je kad si tu" - 2. mjesto
- 1993. - "Molitva za tebe"
- 1994. - "Do posljednjeg daha" (duet: Neno Belan) - 1. mjesto
- 1994. - "Dok ploviš morima" - Grand prix
- 1995. - "Tko je kriv"
- 1997. - "Zarobljena" - 1. mjesto
- 1997. - "Sto mandolina" (duet: Vinko Coce) - 2. mjesto
- 2001. - "Dobar dan ti, dušo" (duet: Toni Cetinski) - 1. mjesto
- 2005. - "Idi s njom"
- 2006. - "Zauvijek" - apsolutni pobjednik
- 2007. - "Lipi moj"
- 2008. - "Zbog tebe"
- 2009. - "Kale ljubavi"
- 2010. - "Luda djelozija"
- 2011. - "Ćiba od zlata"
- 2012. - "Ljubav bez kraja"
- 2013. - "Ispod cvita od lavande"
- 2014. - "Navika"

Jugovizija:
- 1990. - "Sreća je tamo gdje si ti" (duet: Oliver Dragojević), 3. mjesto

Eurovizija:
- 1985. - "Pokora" (odustajanje zbog obilježavanja 5. obljetnice Titove smrti na dan samog natjecanja)

Dora:
- 1993. - "Nema mi do tebe", 4. mjesto
- 1994. - "Ti si moj", 4. mjesto
- 1998. - "Nebo", 7. mjesto
- 2006. - "Za tobom luda", polufinale

Mesam
- 1985. - Dovoljna je ljubav - 13. mjesto

Zadarfest:
- 1999. - "Vrati ga more" - 2. mjesto

Melodije Istre i Kvarnera:
- 1993. - "Stara ljubav"
- 1995. - "Istarsko ljeto"
- 2001. - "Koliko dani"[2]

Festival Opatija:
- 1985. - "Sjećanja"
- 1986. - "Bar da znam"
- 1993. - "Gdje je sunca sjaj"

Opuzen - Melodije Hrvatskog juga:
- 2002. - "Čarolija"

ZagrebFest:
- 1980. - "Sve je neobično ako te volim" (pjevačica grupe "Stijene")
- 1985. - "Prvi put osjećam" (duet: Dražen Žanko)
- 1986. - "Vjetre" - večer Novi trendovi šansone
- 2011. - "Još uvijek sanjam"

## Nagrade
- Split ’81. – "Ja sam more ti si rijeka" – nagrada za najbolju interpretaciju
- Split ’82. – "Ima jedan svijet" – prva nagrada stručnog žirija
- Vaš šlager sezone 1983. – nagrada Zlatni mikrofon
- Dresden ’84. – prva nagrada stručnog žirija
- Split ’85. – za pjesmu "Pokora", prva nagrada stručnog žirija i nagrada za najbolju interpretaciju
- Prag ’85. - prva nagrada stručnog žirija
- MAK fest ’85. – treća nagrada publike
- Opatija ’86. – za pjesmu "Bar da znam" – prva nagrada stručnog žirija, prva nagrada publike i prva nagrada po glasovanju novinara
- Split ’86. – "Vrijeme ljubavi" – prva nagrada stručnog žirija
- MAK fest ’89. – prva nagrada publike
- Split ’90. – prva nagrada stručnog žirija i druga nagrada publike za pjesmu "Ti si moj san" (duet s Oliverom Dragojevićem)
- Split ’94. – prva nagrada stručnog žirija za pjesmu "Do posljednjeg daha" (duet s Nenom Belanom) i druga nagrada publike za pjesmu "Dok ploviš morima". "Dok ploviš morima" dobila je i Grand Prix nagradu
- Split ’97. – prva nagrada stručnog žirija za pjesmu "Zarobljena" i druga nagrada publike za pjesmu "Sto mandolina" (duet s Vinkom Cocem)
- Zadarfest 1999. – druga nagrada stručnog žirija za pjesmu "Vrati ga, more"
- Split 2006. – "Zauvijek" - prva nagrada publike, prva nagrada stručnog žirija i grand prix
- 2015. – nagrada Status Hrvatske glazbene unije za izniman doprinos hrvatskoj glazbi[3]

## Diskografija

### S grupomStijene
- Cementna prašina (1981.)
- Jedanaest i petnaest (1982.)
- The Best of Stijene 15 godina - 6 žena Marina Limića (1995.)
- Zlatna kolekcija (2009.)
- Greatest Hits Collection (2019.)

### Solo
- Ti si moj (1994./95. - objavljeno samo u inozemstvu)
- Hodajmo po zvijezdama (2001.)
- Zlatna kolekcija (2004.)

## Vanjske poveznice
- 24sata.hr – Tina Jokić: »Zorica Kondža otkriva: Sinovi su moja prava snaga i vedrina!«
- Dubrovački vjesnik.hr – Zorica Kondža priredila nezaboravan koncert
- Diskografija.com – Zorica Kondža